# Айзенберг (Тюрингія)
Айзенберг (нім. Eisenberg) — місто в Німеччині, розташоване в землі Тюрингія. Адміністративний центр району Заале-Гольцланд.
Площа — 24,85 км2. Населення становить 10 957 ос. (станом на 31 грудня 2021).